# Lichères-près-Aigremont
Lichères-près-Aigremont là một xã thuộc tỉnh Yonne trong vùng Bourgogne-Franche-Comté miền bắc nước Pháp.